# Любань (Польша)
Любань (пол. Lubań, нем. Lauban) — город в Польше, входит в Нижнесилезское воеводство, Любаньский повят. Город является административным центром Любанского повята. Имеет статус городской гмины и является членом еврорегиона Нейсе. Занимает площадь 16,12 км². Население 22 392 человек (на 2004 год).
С 1815 по 1945 год город входил в состав прусской провинции Силезия и назывался Лаубан.

## История
Лаубан, вероятно, возник рядом со славянским поселением (Альт-Лаубан, к западу от Альт-Лаубанбаха), между рекой Кейс и Альт-Лаубанбахом. Он был основан около 1220 года и впервые упоминается в документах в 1268 году. В первой половине 13 века получил права города, вероятно, на основании Магдебургского права. Он принадлежал Богемской Верхней Лужице и с 1253 года принадлежал асканским маркграфам Бранденбургским. Первоначально в качестве залога в рамках брака маркграфа Отто III с Беатрикс Богемской. После вымирания асканцев в 1319 году земля Гёрлица с Лаубаном и Кейскрайсом перешла к герцогу Генриху фон Йауэру. Хотя ему пришлось вернуть Гёрлиц чешскому королю Иоанну Люксембургскому в 1329 году, Лаубан и Кейскрайсы вернулись к короне Богемии в качестве постоянного феодального владения только после смерти герцога Генриха в 1346 году.[3] В том же году Лаубан присоединился к Верхнелужицкой ассоциации шести городов с Гёрлицем, Лёбау, Баутценом, Циттау и Каменцем, которая превратилась в экономически сильное сообщество.
С 1273 года до Реформации в Лаубане находился францисканский монастырь, принадлежавший провинции Саксонского ордена (Саксония); он был расширен в 1333 году. Последнему францисканцу пришлось покинуть город в 1556 году.[4] В 1320 году в Лаубане был основан монастырь сестер Магдалины. Лаубан стал штаб-квартирой ордена. В 1415 году Лаубан был отлучен от церкви епископом Тимо фон Кольдицем за то, что город наказал смертью священника-вора Иоганна фон Котбуса. В мае 1427 года Лаубан впервые был завоеван гуситской армией. В последующей резне погибло около 1000 католиков, в том числе многих священников, изгнанных из Богемии, и студентов, бежавших из Праги, священник Йоханнес Ример также принял мученическую смерть. Он был канонизирован католической церковью. В 1431 году Лаубан снова был завоеван и разрушен гуситской армией.
Первая протестантская проповедь состоялась в городской церкви в 1525 году.[5] Когда жители города приняли Реформацию около 1540 года, монастырь Магдалины оставался католическим. С тех пор церковь делили протестантские граждане и католические монахини. Лаубан был вторым городом в Верхней Лужице, наряду с Баутценом, в котором одновременно была церковь, которую разделяли протестанты и католики.
В Шмалькальдской войне 1546/47 года Лаубан потерял свои десять камерных деревень в районе Пёнфаль. После Пражского мира Лаубан вместе с Верхней Лужицей перешел в руки протестантского курфюршества Саксонии в 1635 году. Во время Тридцатилетней войны Лаубану пришлось пережить марши и расквартирования саксонской, имперской и шведской армий. После 1653 года он принял многочисленных религиозных беженцев из Силезии и Богемии, преследовавшихся в своих странах во время Контрреформации. Во время Великой Северной войны с 12 по 14 сентября 1707 года шведский король Карл XII находился в Лаубане, где происходил обмен документами Альтранштадтской конвенции.[6] 23 ноября 1745 года во время Второй Силезской войны в семи километрах к северо-западу от Лаубана произошла битва при Хеннерсдорфе. Во время Семилетней войны в 1757 году Лаубан был оккупирован Пруссией. В 1487, 1554, 1559, 1670, 1696 и 1760 годах Лаубан был разрушен пожарами. В период с 1812 по 1813 год баварские, французские и итальянские войска проходили через территорию города.
По договорам Венского конгресса 1815 года Лаубан, принадлежавший до этого времени Верхнелужицкому союзу шести городов, отошёл к Пруссии вместе с Восточной Верхней Лужицей. В 1816 году Лаубан был назначен в прусскую провинцию Силезия и там в административный округ Лигниц.[7] В том же году был образован Лаубанский округ, который состоял из ранее саксонских (верхнелужицких) территорий к западу от Кейса, а с 1819 года — также из старосилезских территорий. В то время в городе проживало около 4300 жителей; в 1820 году в округе проживало около 8200 жителей.
В 1866 году Лаубан был подключен к железнодорожной сети. В 1854 году Альберт Огюстен основал компанию Laubaner Thonwerke, которая стала известна своей темно-красной терракотой. В 1860-е годы они были, среди прочего, использовался для покрытия фасадов Красной ратуши в Берлине. С 1890-х годов производство перешло на стеновые камни из глины с фарфоровой глазурью (например, для тоннелей и банных заведений). До 1939 года эти предметы экспортировались по всему миру.

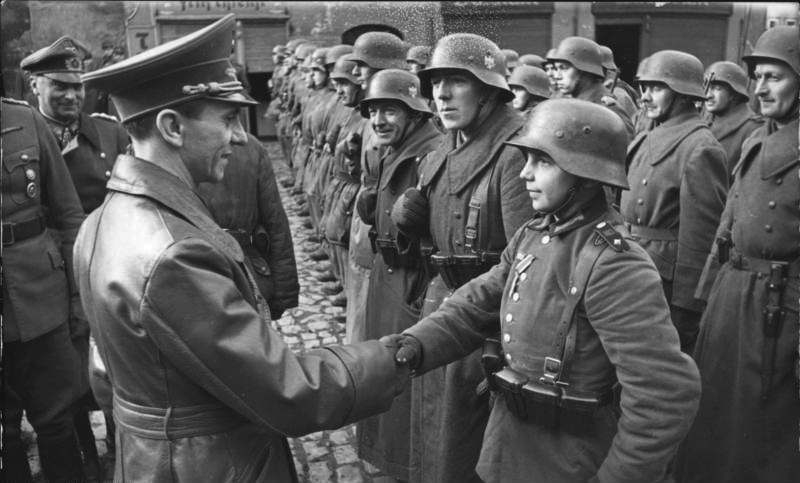
8 марта 1945 года в Лаубан прибыл Йозеф Гёббельс и на городской площади поздравил 16-летнего участника обороны Вильгельма Хюбнера (Wilhelm Hübner) с вручением ему Железного креста 2-го класса. Визит Гёббельса вошёл в очередной выпуск военного киножурнала «Die Deutsche Wochenschau» Nr.754 от 16 марта 1945. Также в этом выпуске были показаны следы военных преступлений, которые оставила после себя Красная армия в районе Лаубана.

Во второй половине 19 века город превратился в центр текстильной промышленности, специализирующейся, в частности, на производстве носовых платков. До Второй мировой войны около 95 % всех немецких носовых платков производилось в Лаубане. Рекламный слоган Lauban сморкает весь мир в это время.[8] Ещё одним крупным работодателем была ремонтная мастерская Deutsche Reichsbahn. Ткацкий завод имени Юлиуса Мюллера был основан в 1919 году на базе кузнечного цеха и авторемонтной мастерской.
В начале 20 века в Лаубане располагались две протестантские церкви, католическая церковь, средняя школа, коммерческая и кирпичная школа, торговая палата, отделение Рейхсбанка, больница (бывший монастырь Магдалины, основанный в 1320 году), различные производственные мощности для средних компаний и штаб-квартира окружного суда.[9] До 1945 года Лаубан был административным центром Лаубанского округа в административном округе Лигниц прусской провинции Силезия Германской империи.
Во время Второй мировой войны, с конца февраля 1945 года за город шли тяжёлые бои, когда в немецкое окружение попали несколько частей 3 гвардейской танковой армии РККА, которые имея тяжёлые потери, в ходе ожесточённых кровопролитных боёв, вынуждены были отойти. Город переходил из рук в руки, в итоге так и оставшись немецким вплоть до капитуляции Германии 8 мая 1945 года. В результате боёв около 60 % города было разрушено.

В 1946 году оставшееся немецкое население было выселено, а город (получив название Любань) вошёл в состав Польши.

## Галерея

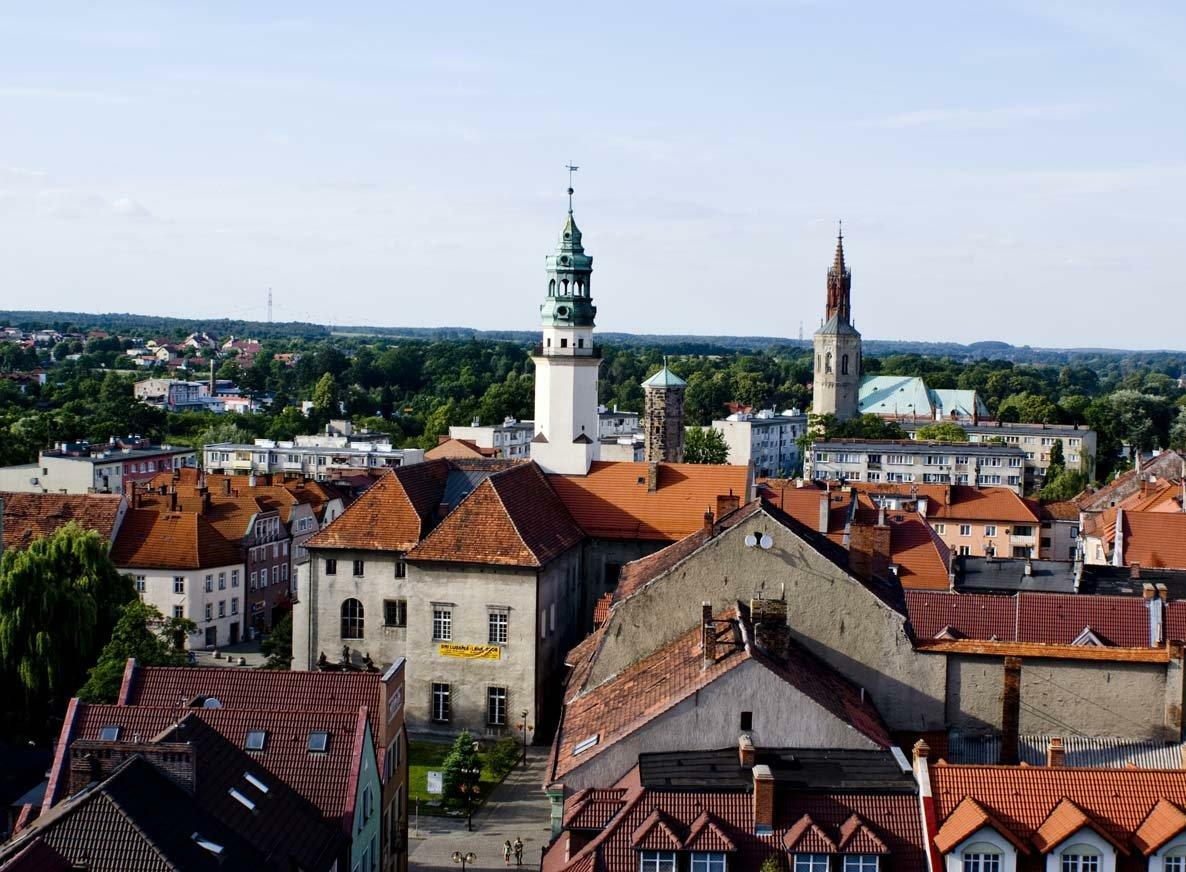
Вид на город
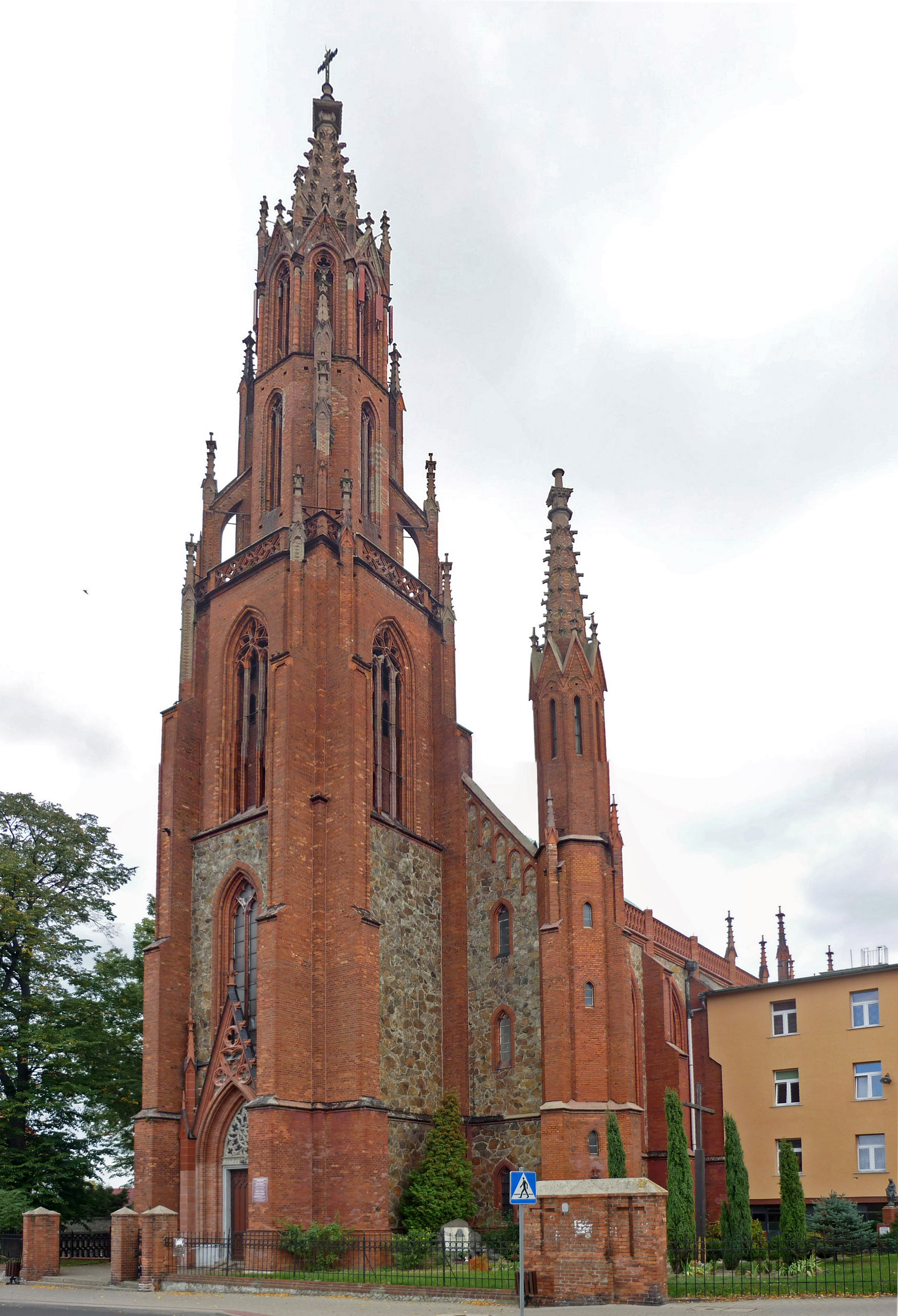
Костёл Св. Троицы
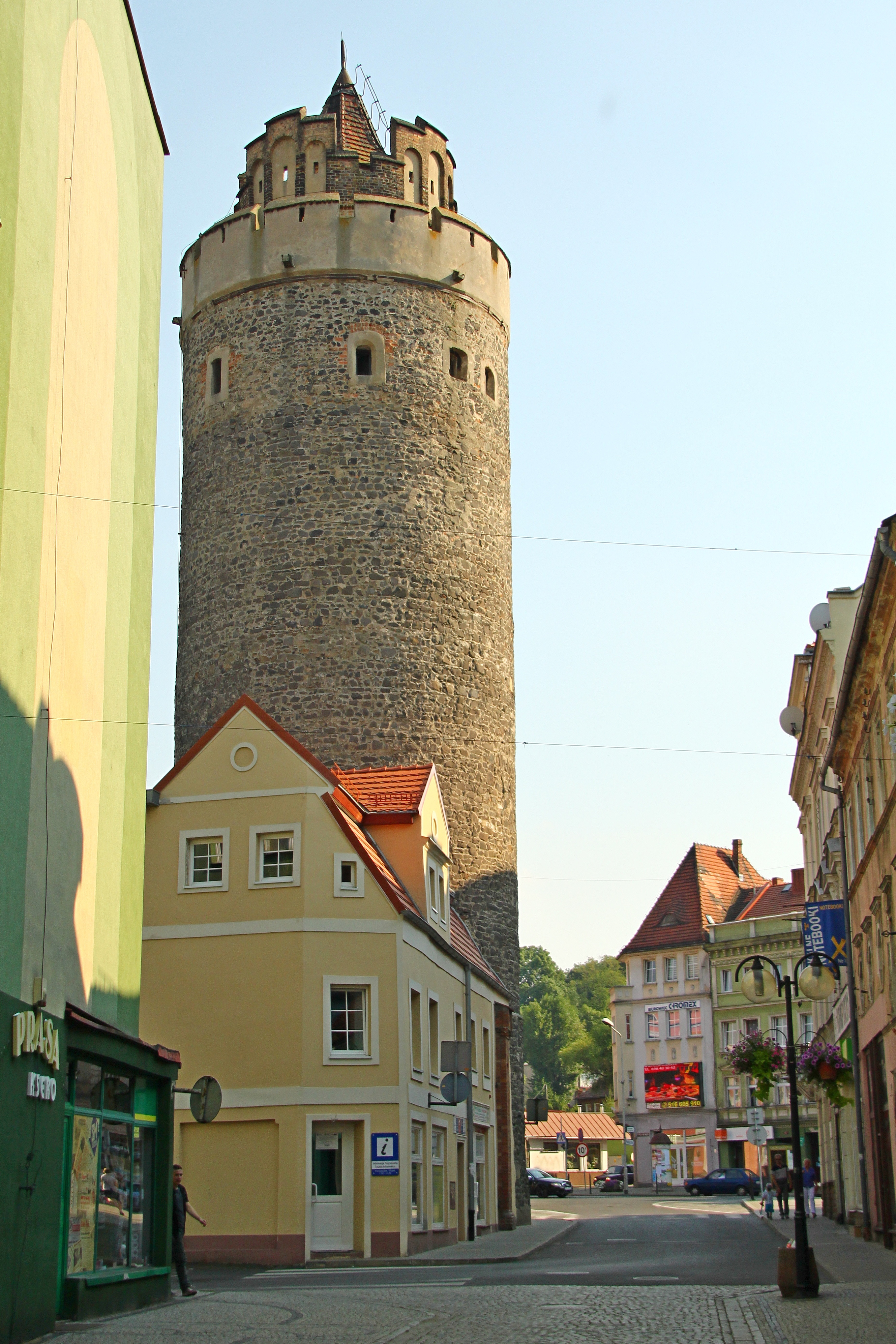
Братская башня
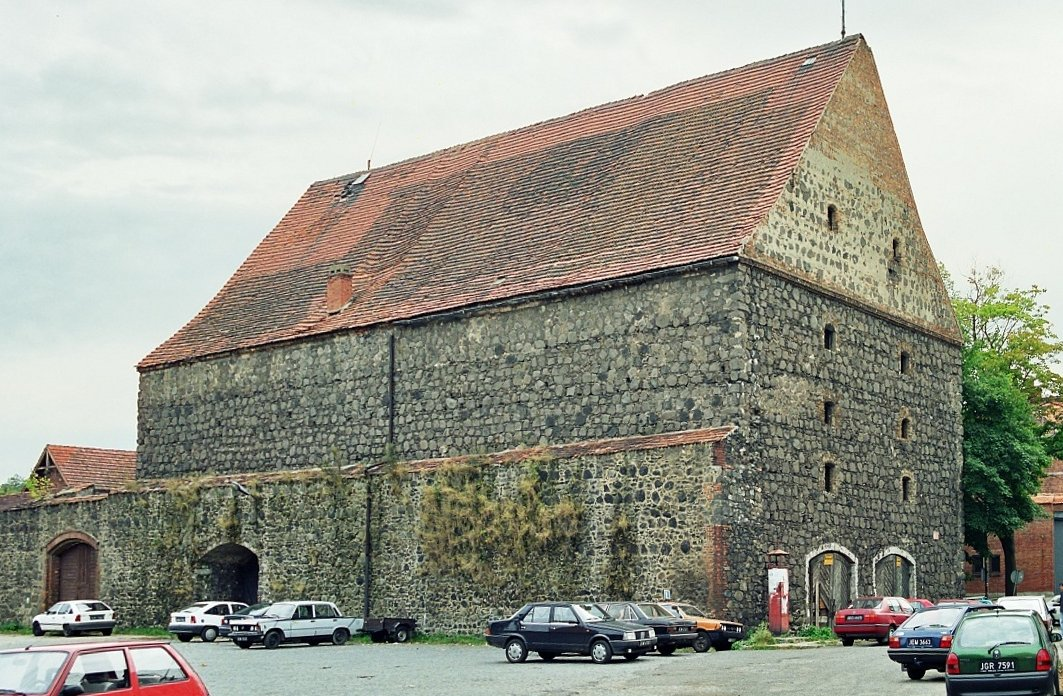
Соляной дом
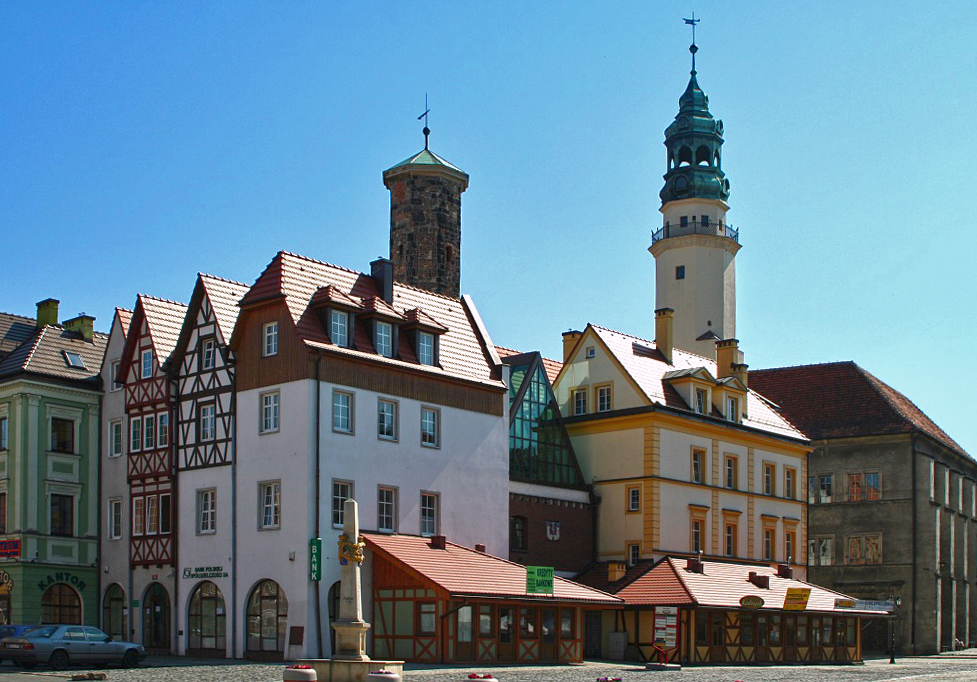
Рынок
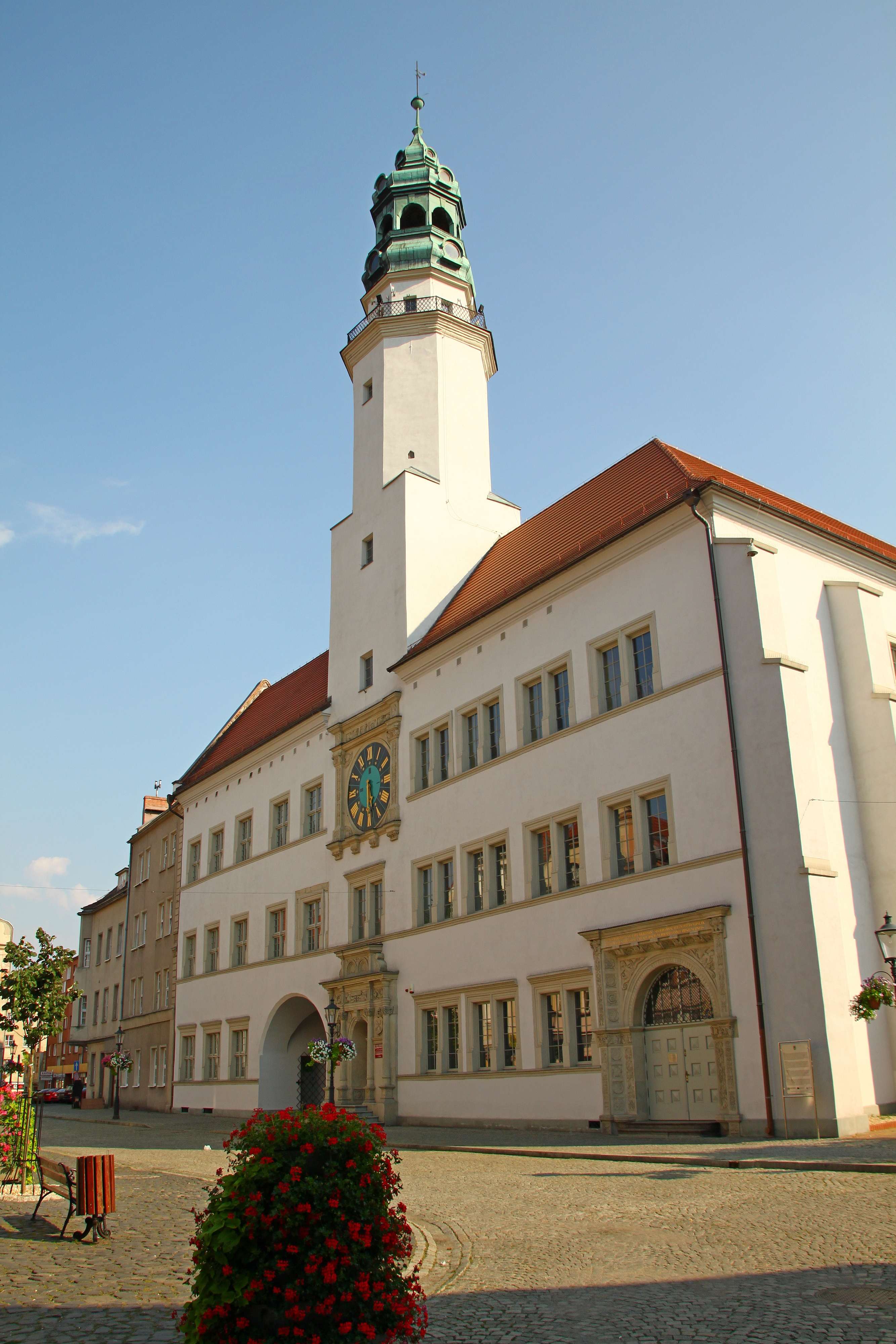
Ратуша
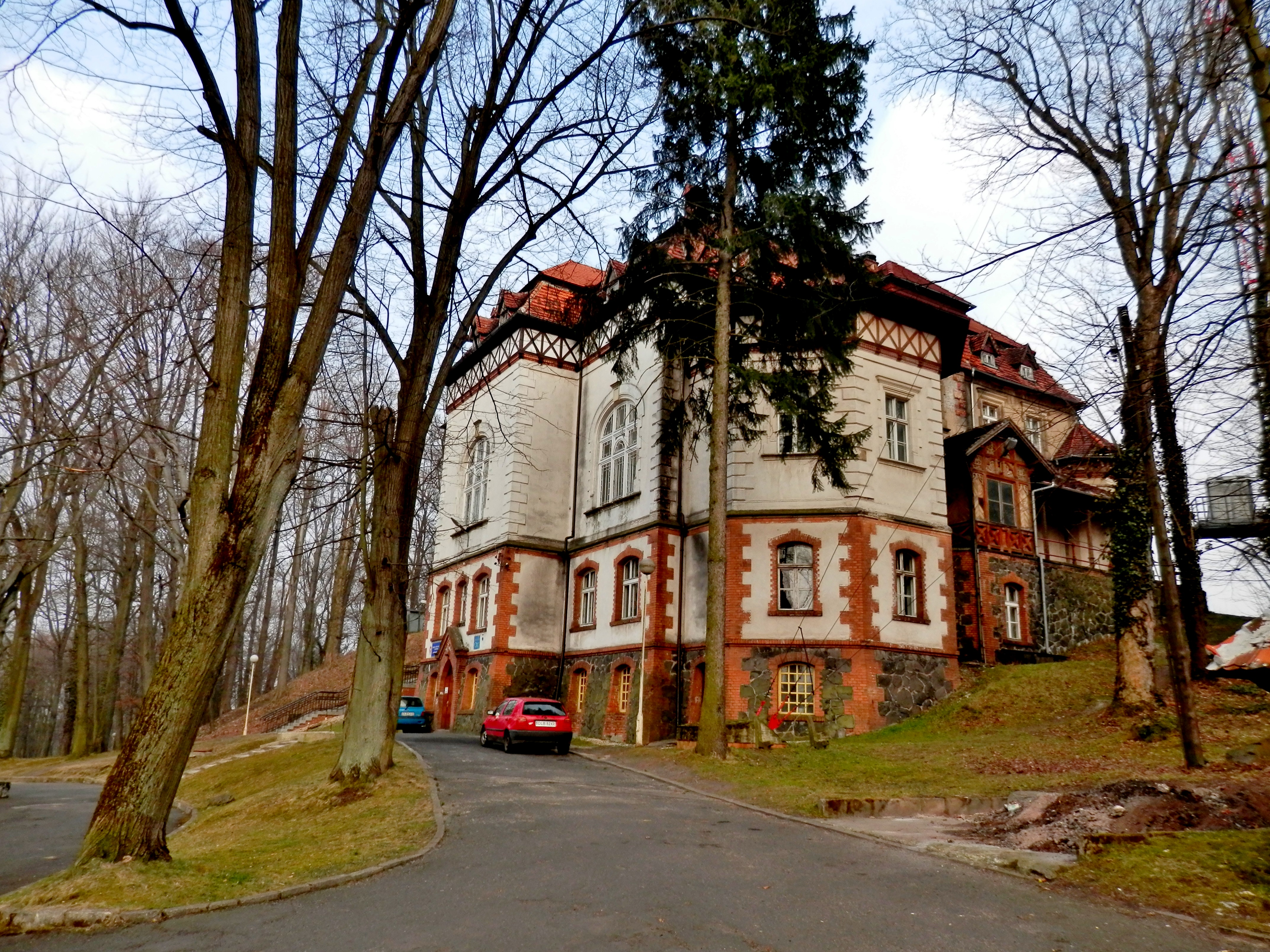
Особняк
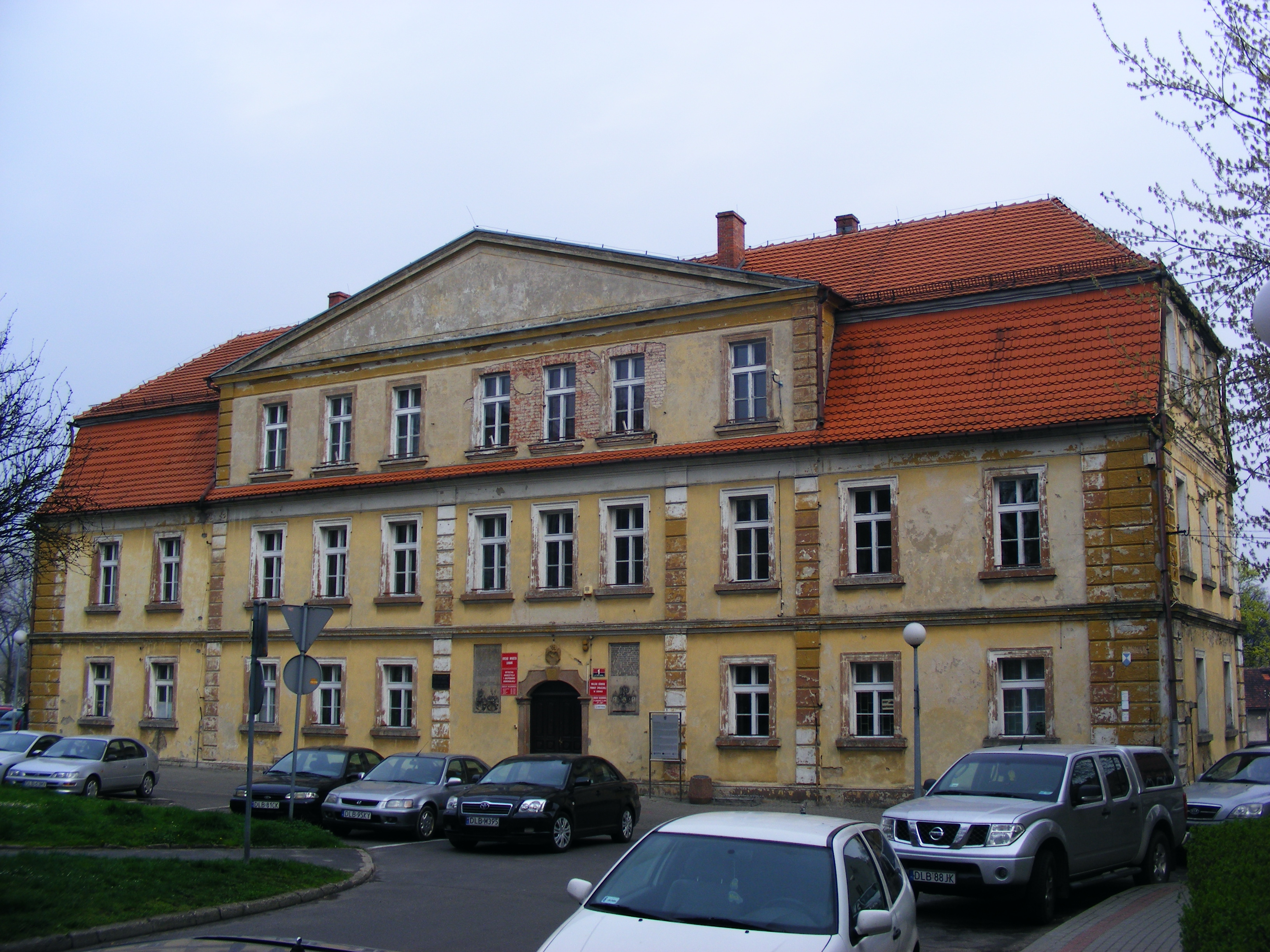
Особняк
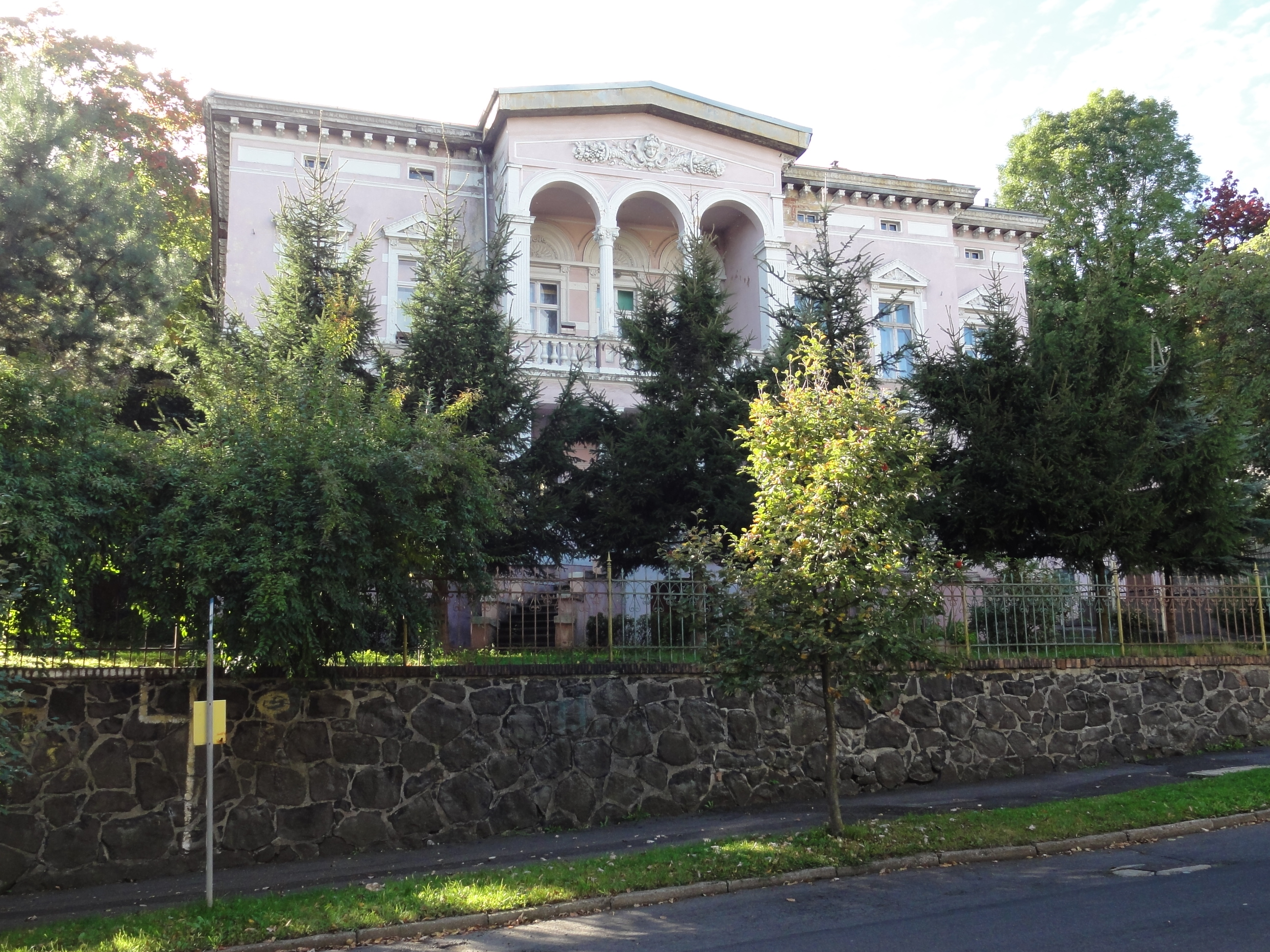
Вилла